# حيرام أغسطس كالفين
حيرام أغسطس كالفين هو سياسي كندي، ولد في 6 أبريل 1841، وتوفي في 13 يناير 1932. انتخب عضو مجلس العموم الكندي.